# 応天 (史思明)
応天（おうてん）は、燕の大聖周帝史思明の治世に使用された元号。759年。

## 西暦・干支との対照表
| 応天 | 元年  |
| 西暦 | 759年 |
| 干支 | 己亥  |